# Shlomo Morag
Shlomo Morag, s'écrit également Shelomo Morag (hébreu : שלמה מורג; 17 juillet 1926 – 1999) est un professeur israélien au département de langue hébraïque de l'université hébraïque de Jérusalem. Morag fonde le Centre de recherche sur les traditions orales juives à l'Université hébraïque et dirige pendant plusieurs années l'Institut Ben Zvi pour l'étude des communautés juives en Orient. Il est membre de l'Académie israélienne des sciences et lettres et de l'Académie de la langue hébraïque.

## Famille
Morag est née à Petah Tikva, en Palestine mandataire en 1926. Ses deux parents sont enseignants à l'école religieuse Netzah Israel à Petah Tikva. La famille s'installe ensuite à Ramat Gan, où Morag grandit et où est né son frère cadet Amotz.
Le père de Shlomo Morag, le rabbin Moshe Aryeh Mirkin, écrit un commentaire en 11 volumes de la Bereshit Rabba. La mère de Morag, Sarah Mirkin (née Margalit), fonde des organisations caritatives au profit des enfants et des femmes immigrés. Elle est élue à la tête de la branche de la WIZO à Ramat Gan, dont elle démissionne après avoir lutté pour l'égalité des droits de vote des femmes, et pas seulement pour les partis féminins séparés. Elle rejoint l'organisation des femmes du sionisme général et, à partir de 1954, elle est membre du conseil municipal de Ramat Gan. Shlomo Morag dédie son livre, the Hebrew Language Tradition of the Yemenite Jews, à ses parents.
Le frère de Shlomo Morag, Amotz Morag, est professeur d'économie et écrit pour les journaux Davar et Ashmoret. Il écrit des articles et des livres sur des questions économiques. Il écrit aussi des nouvelles, dont certaines sont recueillies après sa mort par Shlomo Morag.

## Carrière académique
Morag commence à étudier à l'Université hébraïque de Jérusalem en 1943. En 1955, il obtient son PhD pour sa thèse sur la prononciation hébraïque des Juifs yéménites, qu'il rédige sous la direction de ses professeurs, Shelomo Dov Goitein, Hans Jakob Polotsky et Naftali Herz Tur-Sinai. Les autres professeurs qui l'ont influencé sont Yosef Klausner, David Baneth et Hanoch Yelon.
Il rejoint ensuite la faculté de l'Université hébraïque et est professeur au département de langue hébraïque jusqu'à sa retraite en 1994. Morag enseigne également à l'université de Tel-Aviv et à l'université Bar-Ilan.
Les travaux de Morag se concentrent sur la linguistique sémitique et plus particulièrement sur la langue hébraïque. Il fait des recherches sur les traditions orales de l'hébreu et consacre une grande partie de son travail aux traditions orales des Juifs yéménites: les traditions hébraïques et araméennes yéménites.

## Prix

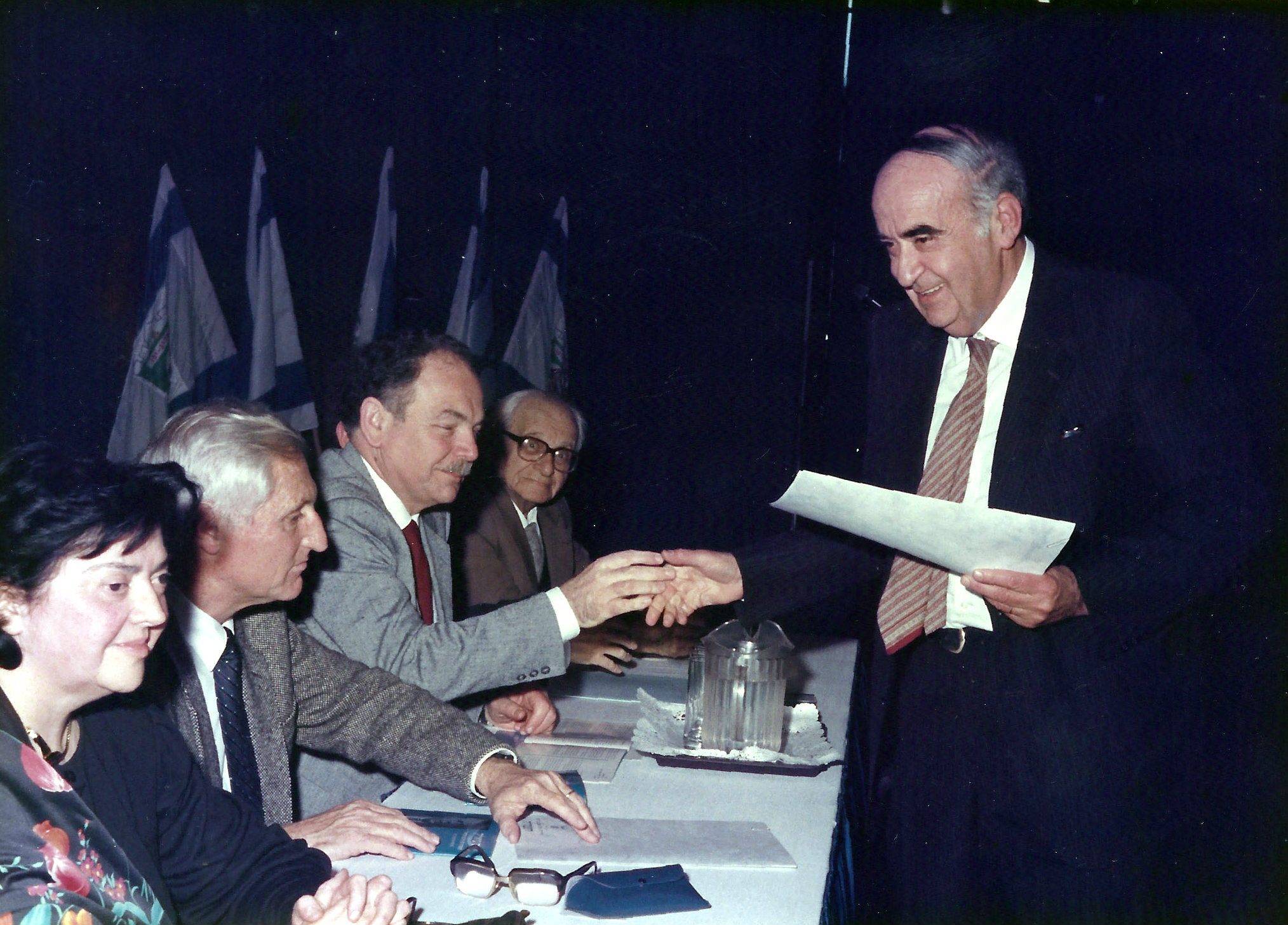
Shlomo Morag reçoit le prix Bialik

- En 1966, Morag reçoit le prix d'Israël en études juives, pour son livre The Hebrew Language Tradition of the Yemenite Jews[4]. Il est à l'époque le plus jeune à recevoir ce prix.
- En 1989, il est le co-récipiendaire (conjointement avec Shmuel Abramski) du prix Bialik pour la pensée juive[5]. Il reçoit le prix pour son livre Babylonian Aramaic: The Yemenite Tradition.